# John Huxham
John Huxham, (ur. w 1692 w Totnes, zm. 10 sierpnia 1768 w Plymouth) – angielski lekarz i chirurg, znany z badań nad gorączką. W 1750 roku opublikował Esej o gorączce, a w 1755 otrzymał Medal Copleya za swój wkład w rozwój medycyny. Laureat Medalu Copleya.

## Życiorys
John Huxham był synem rzeźnika. Pierwszą edukacje pobierał w szkole w Newton Abbot dzięki wsparciu finansowemu swego ojca. Studiował na akademii w Exeter, Uniwersytecie w Lejdzie, kończąc je uzyskaniem tytułu lekarskiego na Uniwersytecie w Remis w 1717 roku (ze względu na swoje wyznanie nie mógł studiować na Uniwersytecie Oksfordzkim ani na Uniwersytecie Cambridge).
Po studiach rozpoczął praktykę lekarską najpierw w rodzinnym Totnes, a niedługo potem w Plymouth. Jego kariera i sława rozwijały się powoli, jednak z biegiem lat stał się najbardziej szanowanym lekarzem w mieście.
W 1717 roku ożenił się z Ellen Coarm (córki Thomasa Coram, fundatora szpitala Kościoła Św. Andrzeja w Plymouth), a po jej śmieci - z Elizabeth Harris. Miał dwie córki i syna.

## Osiągnięcia naukowe
Huxham wolny czas spędzał na samodzielnym studiowaniu, czytał dzieła Hipokratesa w oryginale, a także interesował się fizyką i 
meteorologią. W 1723 roku John Huxham zgłosił się jako ochotnik do prowadzenia dziennych rejestrów stanów pogody, w odpowiedzi na apel Jamesa Jurina - jednego z sekretarzy Towarzystwa Królewskiego. Ochotnicy mieli ewidencjonować swe pomiary dotyczące ciśnienia atmosferycznego, temperatury, opadów oraz kierunku i siły wiatru, a następnie corocznie przekazywać sekretarzom Towarzystwa, w celu sporządzenia zestawień i analiz. Huxam rozpoczął prowadzenie tych zapisów w 1742 roku, a od 1728 aż do 1748 roku, zauważył miesięcznie powszechne występowania chorób epidemicznych. Swoje spostrzeżenia opublikował w dziele pt. Observationes de Aere et Morbis Epidemicis w dwóch tomach w 1723 i 1731 roku. Wydanie to było wznowione w 1752 roku, a po jego śmierci okazał się trzeci tom w 1770 roku.
5 kwietnia 1739 roku został członkiem Towarzystwa Królewskiego, a 1755 roku otrzymał Medal Copleya. Również w 1755 zostaje wybrany do College of Physicians w Edynburgu, a także opublikował swe dzieło Esej o gorączkach i ich różnych rodzajach, które było cennym źródłem informacji opartych głównie na własnych obserwacjach.
Huxham był prawdopodobnie pierwszym w Anglii, który sklasyfikował grypę. Był także związany z diagnozowaniem szkorbutu i rekomendowaniem picia cydru w ramach kuracji.
Umarł w wieku około 76 lat.